# Campament de Dioclecià
El Campament de Dioclecià va ser un complex militar romà o castrum construït a l'antiga ciutat de Palmira al desert de Síria. El complex va ser edificat sota el mandat de l'emperador Dioclecià a finals del segle iii i va servir de caserna general de la Legió I Illyricorum.
El 1980 va ser declarat Patrimoni de la Humanitat per la Unesco dins el conjunt «Lloc de Palmira». El 20 de juny de 2013, la Unesco va incloure tots els llocs sirians a la llista del Patrimoni de la Humanitat en perill per alertar sobre els riscos a què estan exposats a causa de la Guerra civil siriana.

## Història
Durant la crisi del segle iii, Palmira trencà relacions amb Roma per formar l'efímer Imperi de Palmira. La ciutat va ser capturada per Luci Domici Aurelià el 272 i tot seguit, una altra infructuosa rebel·lió va ser sufocada pels romans el 273. Després de la reconquesta romana, la ciutat va ser fortificada amb un conjunt nou de muralles limitant-la a una àrea molt més petita. Això va fer que la ciutat perdés la seva antiga importància com a centre de negocis semi-independent malgrat convertir-se en un estratègic enclavament militar. Això es reflecteix en la pràctica desaparició de Palmira dels textos històrics i així, per exemple, en el Notitia Dignitatum, un registre administratiu romà de finals del segle iv, Palmira és registrada simplement com la base de la Legió I Illyricorum.

## Arquitectura
La zona coneguda avui com a «Campament de Dioclecià» és un grup de construccions que s'estén per una àrea de quatre hectàrees a l'extrem occidental de l'antiga ciutat. Va ser construït sobre un pujol separat de la ciutat pròpiament dita per un petit mur. El turó es troba a l'altre extrem de la ciutat del temple de Baal, al final de la Gran Columnata. El complex s'organitza al voltant de dos carrers amb columnates, la Via Praetoria i la Via Principalis, amb un tetràpil situat en la seva intersecció. L'eix principal era la Via Praetoria que començava a la Porta Praetoria i portava fins a dalt del turó on estava construït el Principia (Caserna militar). Dins del Principia i situat en el punt més alt del complex estava l'anomenat "Temple d'Estendards", on es custodiaven els estendards de la legió. El complex va poder haver albergat barracons per als soldats encara que no és clar que realment estiguessin allí aquarterats. Podien haver estat allotjats a la ciutat mentre que el campament hauria funcionat únicament com a caserna general dels legionaris. L'àrea també abastava el temple preexistent d'Allat.
El plànol general del lloc és similar al d'altres campaments contemporanis com el de Luxor a Egipte i també té similituds amb el palau d'Antioquia i el Palau de Dioclecià a Split. És una mostra de com l'arquitectura militar romana s'havia adaptat a les variacions del clima del segle iii.
El campament va ser dissenyat i construït entre el 293 i el 305. Una inscripció descoberta en el Temple dels Estendards proclama:
| « | [Reparato]res orbi sui et propagatores generis humani dd. pp. Diocletianus […] […] simi impp. et Constantius et Maximianus nobb. Caess. castra feliciter condiderunt [curam age]nte Sossiano Hieroclete v[ir] p[erfectissimus], praess. provinciae, d[evoto] n[umini] m[aiestati]q[ue] eorum. | Els reparadors del seu món i propagadors de la raça humana als nostres senyors Diocletianus i [...], els emperadors més invictes Constantius [Chlorus] i Maximianus [Galerius], el més noble Caesar, ha fundat amb joia el campament [castra], sota la cura de Sossianus Hierocles, vir perfectissimus, Governador [praeses] de la província, devot de les seves Numen i maiestas | » |

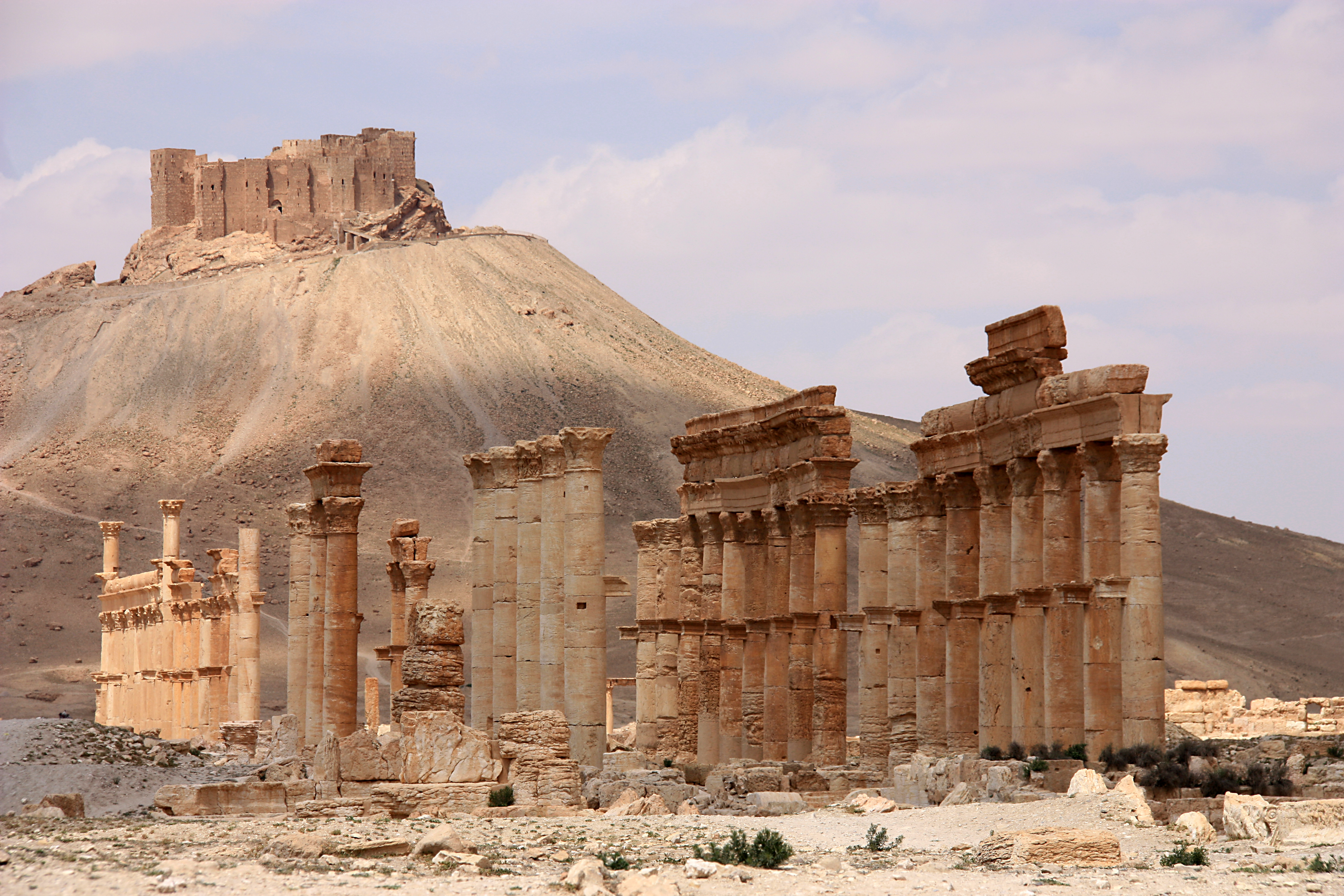
Restes del campament de Dioclecià

Hi havia un segon nom després del de Dioclecià que va ser esborrat de la inscripció. Probablement es tractés del seu coemperador Maximià, que va ser condemnat a Damnatio memoriae per Flavi Claudi Constantí i el seu nom va ser esborrat de totes les inscripcions públiques i les seves imatges van ser destruïdes. Els altres coemperadors anomenats a la inscripció són Constanci I Clor i Galeri.
No és clar que el terme castra (traduït normalment com a "campament") es referís exclusivament al campament de Dioclecià. El mur que separava els edificis militars de l'assentament civil de Palmira era clarament només simbòlic i hi havia una relativa llibertat de moviments entre el campament i la resta de la ciutat. És possible que la ciutat sencera hagi estat registrada com castrum en el sentit ampli d'una plaça fortificada i no només l'àrea més petita que ocupava el campament.

## Excavacions
El lloc ha estat excavat per un equip polonès de la Universitat de Varsòvia. Les excavacions, dirigides pel doctor Kazimierz Michalowski, van desenterrar diverses estructures que es creu van ser les cambres de guàrdia, les escales i les entrades laterals al campament. Els treballs també van determinar que la Via Praetoria és una resta de les velles estructures de la ciutat i probablement anterior a la construcció del campament. També s'han descobert estructures precedents al campament, una caserna residencial i artefactes funeraris datats al segle i. A més, les excavacions han descobert diverses ampliacions corresponents a l'Imperi Romà d'Orient, incloent monedes i joies.